# Severus von Vienne
Severus von Vienne (gestorben um 455) war ein Priester, der in Vienne, Frankreich, evangelisierte. Er wird in der römisch-katholischen Kirche als Heiliger verehrt. Severus gebürtiger Inder und wohlhabender Herkunft gewesen sein. Sein Eintrag im römischen Martyrologium lautet:

„In Vienne, in Frankreich, der heilige Severus, Priester und Bekenner, der eine schmerzhafte Reise von Indien aus unternahm, um das Evangelium in dieser Stadt zu predigen, und eine große Anzahl von Heiden durch seine Arbeit und seine Wunder zum Glauben an Christus bekehrte.“

Severus soll sich um 430 in Vienne niedergelassen haben. Es wird berichtet, er habe eine Kirche zu Ehren von St. Alban begründet. Er starb in Italien, sein Leichnam wurde jedoch nach Vienne zurückgebracht und in der von ihm selbst errichteten Stephanskirche beigesetzt.